# Institutul Unificat de Cercetări Nucleare
Institutul Unificat de Cercetări Nucleare (în rusă Объединённый институт ядерных исследований, ОИЯИ; în engleză Joint Institute for Nuclear Research, JINR) se află în localitatea Dubna, situată la 120 km nord de Moscova. A luat ființă prin convenția semnată la 26 martie 1956 de unsprezece state fondatoare și a fost înregistrat la Națiunile Unite la 1 februarie 1957. Institutul este un centru internațional de cercetări nucleare. A fost creat cu scopul de a uni eforturile științifice și potențialele materiale ale statelor membre, pentru investigarea proprietăților fundamentale ale materiei. În prezent Institutul are 18 state membre: Armenia, Azerbaidjan, Belarus, Bulgaria, Cuba, Republica Cehă, Georgia, Kazahstan, Coreea de Nord, Republica Moldova, Mongolia, Polonia, România, Rusia, Republica Slovacă, Ucraina, Uzbekistan, Vietnam.
Institutul este structurat în șapte laboratoare: fizică teoretică, fizica particulelor elementare, fizica ionilor grei, fizica materiei condensate, reacții nucleare, fizica neutronilor și tehnologia informației.
În 1997, elementul 105 (dubniu) a primit numele orașului în care este situat institutul.

## Cooperare
Membrii JINR includ 16 state:
| - Azerbaijan - Armenia - Belarus - Bulgaria - Vietnam - Georgia | - Kazakhstan - Coreea de Nord - Cuba - Moldova - Mongolia | - Rusia - România - Slovacia - Uzbekistan - Republica Cehă |

Membrii asociați sunt:
| - Egipt - Germania - Ungaria | - Italia - Africa de Sud - Serbia |